# Genesis 2007
Genesis 2007 è stata la terza edizione del pay-per-view prodotto dalla Total Nonstop Action Wrestling (TNA). L'evento si è svolto il 11 novembre 2007 presso l'Impact Zone di Orlando in Florida.

## Risultati
| # | Match | Stipulazioni | Durata |
| - | --- | --- | ------ |
| 1 | Abyss ha sconfitto Black Reign                                                                                 | Shop of Horrors match | 10:13  |
| 2 | The Motor City Machine Guns (Alex Shelley e Chris Sabin) hanno sconfitto Team 3D (Brother Devon e Brother Ray) | Tag team match | 17:37  |
| 3 | Gail Kim (c) ha sconfitto Roxxi Laveaux, ODB e Angel Williams                                                  | Four way match per il titolo TNA Women's World Championship                                                                                       | 09:01  |
| 4 | Jay Lethal (c) ha sconfitto Sonjay Dutt                                                                        | Single match | 12:01  |
| 5 | Christian's Coalition (AJ Styles e Tomko) hanno sconfitto The Steiner Brothers (Rick Steiner e Scott Steiner)  | Tag team match per il titolo TNA World Tag Team Championship                                                                                      | 10:43  |
| 6 | Samoa Joe ha sconfitto Robert Roode (con Ms. Brooks)                                                           | Single match | 15:43  |
| 7 | Kaz ha sconfitto Christian Cage                                                                                | Ladder match per diventare il Number One Contender al titolo TNA World Heavyweight Championship nella finale del "Fight for the Right Tournament" | 15:13  |
| 8 | Kurt Angle (c) e Kevin Nash hanno sconfitto Sting e Booker T                                                   | Tag team match per il titolo TNA World Heavyweight Championship                                                                                   | 13:41  |
|   | (c) = campione in carica al momento dell'inizio del match                                                      | |        |

### Fight for the Right Tournament
I quarti di finale si svolsero nelle puntate di Impact! del 15 e 16 ottobre 2007, le semifinali nelle seguente puntata (29 ottobre).
Il match tra Sabin e Shelley finì in No contest dopo un'interferenza del Team 3D così si svolse un nuovo match tra Christian Cage e Samoa Joe ed il posto fu assegnato al vincitore tra i due (Cage). 

Chris Harris ha sostituito Junior Fatu nelle Semifinali (Fatu aveva rescisso il contratto il 30 ottobre).
|  | Quarti di finale | Quarti di finale | Quarti di finale |                |              | Semifinali     | Semifinali   | Semifinali |  |  | Finale (Ladder match) | Finale (Ladder match) | Finale (Ladder match) |
|  |                  |                  |                  |                |              |                |              |            |  |  |                       |                       |                       |
|  | 1                | Eric Young       |                  |                |              |                |              |            |  |  |                       |                       |                       |
|  | 8                | James Storm      | Schienamento     |                |              |                |              |            |  |  |                       |                       |                       |
|  | 8                | James Storm      | Schienamento     |                | 8            | James Storm    |              |            |  |  |                       |                       |                       |
|  |                  |                  |                  |                | 8            | James Storm    |              |            |  |  |                       |                       |                       |
|  |                  | 5                | Kaz              | Schienamento   |              |                |              |            |  |  |                       |                       |                       |
|  | 4                | 5                | Kaz              | Schienamento   | Lance Hoyt   | 4:10           |              |            |  |  |                       |                       |                       |
|  | 4                |                  |                  |                | Lance Hoyt   | 4:10           |              |            |  |  |                       |                       |                       |
|  | 5                | Kaz              | Schienamento     |                |              |                |              |            |  |  |                       |                       |                       |
|  |                  |                  |                  |                |              |                |              |            |  |  | 5                     | Kaz                   | Vincitore             |
|  |                  |                  |                  | Christian Cage | Schienamento |                |              |            |  |  |                       |                       |                       |
|  | 3                | Alex Shelley     | 1:00             |                |              |                |              |            |  |  |                       |                       |                       |
|  | 6                | Chris Sabin      | No contest       |                |              |                |              |            |  |  |                       |                       |                       |
|  | 6                | Chris Sabin      | No contest       |                |              | Christian Cage | Schienamento |            |  |  |                       |                       |                       |
|  |                  |                  |                  |                |              | Christian Cage | Schienamento |            |  |  |                       |                       |                       |
|  |                  |                  | Chris Harris     |                |              |                |              |            |  |  |                       |                       |                       |
|  | 2                | Junior Fatu      | 15:47            |                |              |                |              |            |  |  |                       |                       |                       |
|  | 2                | Junior Fatu      | 15:47            |                |              |                |              |            |  |  |                       |                       |                       |
|  | 7                | Robert Roode     | Schienamento     |                |              |                |              |            |  |  |                       |                       |                       |